# Stärkexanthogenate
Stärkexanthogenate sind Derivate der Stärke, die zu den Stärkeestern gehören.

## Herstellung
Stärkexanthogenate werden durch die Umsetzung alkalisch vorbehandelter Stärke mit Kohlenstoffdisulfid (CS2) in einer polymeranalogen Reaktion hergestellt. Da bei dieser Reaktion nicht alle Hydroxygruppen reagieren, entstehen Gemische mit unterschiedlich hohem Substitutionsgrad. Auch der Substitutionsgrad der einzelnen Stärkebausteine innerhalb eines Polymers kann unterschiedlich hoch ausfallen.

## Anwendung
Sie werden in der Papierindustrie zur Papierverfestigung und zur Herstellung von Elastomeren verwendet.